# Владислав Чайковський
Влади́слав Ві́ктор Чайко́вський гербу Гриф (пол. Władysław Wiktor Czajkowski; 23 грудня 1844, с. Дусанів, нині Перемишлянський район, Львівська область — 3 жовтня 1917, Баден) — польський шляхтич, громадсько-політичний діяч. Посол Австрійського райхсрату, Галицького сейму.

## Життєпис
Народився 23 грудня 1844 року в с. Дусанові у Галичині (нині Перемишлянський район, Львівська область, Україна, тоді Перемишлянський повіт, Королівство Галичини та Володимирії, Австро-Угорщина) в сім'ї дідича Дусанова Миколая Чайковського та його дружини Розалії з Петровичів.
З 1868 року був власником маєтків Медведівці, Новоставці, Підлісся, Янівка (нині Мартинівка) в Бучацькому повіті, Рудок — у Рогатинському, Чагрова — у Станиславівському. 1891 року, після смерти брата Міхала Альфонса (1858—1891), став дідичем Дусанова.
Брав активну участь у громадському та політичному житті. Був членом повітової ради, її відділу в Бучачі, 1884 року обраний маршалком Бучацького повіту («нім. Praeses der Bezirksvertretung»). 1902 року обраний послом до Ради панів Райхсрату, 1907 року став дожиттєвим її членом.
У 1910—1912 роках був послом від курії великих землевласників (І-ї курії) округу Станиславів до Галицького сейму (обраний замість вибраного раніше Войцеха Дідушицького, який помер 23 березня 1909 року); член сеймової правиці; склав мандат 1912 року). Був прихильником українсько-польського порозуміння. 
1906 року вдруге одружився — з Ружею із родини Румерських.
Після початку Першої світової війни виїхав із Дусанова до Відня. Помер 3 жовтня 1917 року в Бадені біля Відня, там і похований.

## Нагороди
- Командорський хрест ордена Франца Йосифа (Австро-Угорщина, 1917)[3].